# Erynnis icelus
Erynnis icelus ist ein Schmetterling aus der Familie der Dickkopffalter (Hesperiidae). 

## Merkmale

### Falter
Die Flügelspannweite der Falter beträgt 29 bis 38 Millimeter. Die Oberseite ist schwarzbraun bis dunkelbraun gefärbt. Auf den Vorderflügeln befindet sich eine grau bestäubte Postdiskalbinde. Durchsichtige Flecke fehlen. Die Hinterflügel sind dunkelbraun und mit einigen weißlichen Punkten gezeichnet. Deren Unterseite ist einfarbig braun und mit einer Reihe von weißen Punkten nahe am Außenrand versehen. 

### Raupe
Ausgewachsene Raupen haben eine grüne Farbe, eine schmale dunkle Rückenlinie, weißliche Seitenstreifen und einen rotbraunen Kopf.

### Puppe
Die Puppe ist in der Grundfarbe rotbraun bis gelbbraun. Das Abdomen ist gelblich, die Flügelscheiden grünlich.

### Ähnliche Arten
- Erynnis brizo zeigt ein insgesamt dunkleres Erscheinungsbild und ist größer (Flügelspannweite 32 bis 45 Millimeter).
- Erynnis marloyi sowie der Kronwicken-Dickkopffalter (Erynnis tages) kommen nur in Europa und Asien vor und haben somit keine geographische Überlappung mit Erynnis icelus.

## Verbreitung und Vorkommen
Das Verbreitungsgebiet der Art erstreckt sich von den Nordwest-Territorien ostwärts durch den Süden Kanadas bis nach Nova Scotia. Weiter südlich wurde sie auch bis Arizona, New Mexico, Arkansas, Alabama und Georgia nachgewiesen. Erynnis icelus besiedelt bevorzugt offene Waldlandschaften und feuchte Bachtäler.

## Lebensweise
Die Falter fliegen in einer Generationen im Jahr, überwiegend im Mai und Juni. Sie saugen zur Nektaraufnahme an Blüten und nehmen Flüssigkeit und Mineralstoffe von feuchten Erdstellen auf. Die Raupen ernähren sich von den Blättern verschiedener Weiden- (Salix), Pappel- (Populus) und Birken-Arten (Betula). Sie leben in Nestern aus zusammengerollten und versponnenen Blättern. Die ausgewachsenen Raupen überwintern.

## Belege